# Abatia rugosa
Abatia rugosa är en videväxtart som beskrevs av Hipólito Ruiz López och Pav.. Abatia rugosa ingår i släktet Abatia och familjen videväxter. Inga underarter finns listade i Catalogue of Life.